# Cúp bóng đá Bulgaria 1959–60
Cúp bóng đá Bulgaria 1959–60 là mùa giải thứ 20 của Cúp bóng đá Bulgaria (trong giai đoạn này có tên là Cúp Quân đội Xô-viết). Septemvri Sofia giành chức vô địch khi đánh bại Lokomotiv Plovdiv 4–3 after extra time trong trận chung kết tại Vasil Levski National Stadium.

## Vòng Một
| Đội 1                  | Tỉ số     | Đội 2                  | Note                                |
| ---------------------- | --------- | ---------------------- | ----------------------------------- |
| Lokomotiv Sofia        | 15–0      | Botev Devin            |                                     |
| Levski Sofia           | 2–0       | Spartak Sofia          |                                     |
| Shumen                 | 0–2       | Zavod Ernst Telman     |                                     |
| Etar Veliko Tarnovo    | 1–0       | Yantra Gabrovo         |                                     |
| Botev Plovdiv          | 4–0       | Zavod Karl Marx Devnya |                                     |
| Beroe Stara Zagora     | 0–0 (aet) | Slavia Sofia           | Slavia qualified by drawing of lots |
| Botev Vratsa           | 2–3       | Septemvri Sofia        |                                     |
| Panayot Hitov Tutrakan | 1–3       | Spartak Plovdiv        |                                     |
| Tundzha Yambol         | 4–2       | Litex Lovech           |                                     |
| Arda Kardzhali         | 4–1       | Chernomorets Burgas    |                                     |
| Montana                | 4–3       | Botev Novi Pazar       |                                     |
| Ludogorets Razgrad     | 5–3       | Benkovski Byala        |                                     |
| Minyor Pernik          | 2–1       | Cherno More Varna      |                                     |
| Lokomotiv Plovdiv      | 7–2       | Dunav Ruse             |                                     |
| CSKA Sofia             | 2–1       | Spartak Varna          |                                     |
| Velbazhd Kyustendil    | 3–1 (aet) | Spartak Pleven         |                                     |

## Vòng Hai
| Đội 1               | Tỉ số     | Đội 2              | Note                                   |
| ------------------- | --------- | ------------------ | -------------------------------------- |
| Spartak Plovdiv     | 2–0       | Levski Sofia       |                                        |
| Slavia Sofia        | 3–0       | Zavod Ernst Telman |                                        |
| Velbazhd Kyustendil | 2–2 (aet) | Lokomotiv Plovdiv  | Lokomotiv qualified by drawing of lots |
| Tundzha Yambol      | 1–1 (aet) | Minyor Pernik      | Tundzha qualified by drawing of lots   |
| Arda Kardzhali      | 4–1       | Montana            |                                        |
| Etar Veliko Tarnovo | 2–1       | Lokomotiv Sofia    |                                        |
| Ludogorets Razgrad  | 2–6       | Septemvri Sofia    |                                        |
| CSKA Sofia          | 3–1       | Botev Plovdiv      |                                        |

## Tứ kết
|                   |           |                     |  |
| Đội 1             | Tỉ số     | Đội 2               |  |
| Lokomotiv Plovdiv | 2–1       | Tundzha Yambol      |  |
| Spartak Plovdiv   | 2–1       | Slavia Sofia        |  |
| CSKA Sofia        | 1–2 (aet) | Etar Veliko Tarnovo |  |
| Septemvri Sofia   | 3–1       | Arda Kardzhali      |  |

## Bán kết
|                     |           |                 |                                        |
| Đội 1               | Tỉ số     | Đội 2           | Note                                   |
| Lokomotiv Plovdiv   | 1–1 (aet) | Spartak Plovdiv | Lokomotiv qualified by drawing of lots |
| Etar Veliko Tarnovo | 1–3       | Septemvri Sofia |                                        |

## Chung kết

### Chi tiết
| Septemvri Sofia                                 | 4−3 (s.h.p.) | Lokomotiv Plovdiv                        |
| ----------------------------------------------- | ------------ | ---------------------------------------- |
| Dzhordzhilov 5', 48' · Yosifov 43' · Milev 120' |              | Grancharov 28' · Genov 62' · Kanchev 65' |

| Septemvri | Lokomotiv |